# Manmanning
Manmanning is een plaats in de regio Wheatbelt in West-Australië.

## Geschiedenis
Ten tijde van de Europese kolonisatie leefden de Balardong Nyungah in de streek.
Omdat er betrouwbare waterbronnen voorhanden waren werd de streek in de 19e eeuw door goudzoekers en schapenhoeders bezocht. Lake Dowerin werd voor het eerst in 1879 op een kaart vermeld. Pas in 1895 vestigden de eerst kolonisten zich er. In 1906 werd de spoorweg vanuit Goomalling tot in de streek verlengd om de landbouw in haar ontwikkeling te ondersteunen.
In 1927 werd de spoorweg tussen Amery en Kalannie aangelegd. Nabij 'Dandarragin Soak' werd datzelfde jaar een nevenspoor geopend. Hoewel de plaatselijke overheid had voorgesteld het nevenspoor Darragin te noemen kreeg het de naam Manmanning. Twee jaar later, in 1929, werd het dorp Manmanning aan het nevenspoor gesticht. Het werd naar het nevenspoor vernoemd. Manmanning is de Aboriginesnaam voor een nabijgelegen waterbron maar de betekenis ervan is niet bekend.

## Beschrijving
Manmanning maakt deel uit van het lokale bestuursgebied (LGA) Shire of Dowerin, een landbouwdistrict. Het is een verzamel- en ophaalpunt voor de oogst van de in de streek bij de Co-operative Bulk Handling Group aangesloten graanproducenten.
In 2021 telde Manmanning 42 inwoners, tegenover 116 in 2006.

## Bezienswaardigheden
Rondom Manmanning liggen de natuurreservaten 'Manmanning Nature Reserve' en 'Manmanning Dam Nature Reserve'. De valdeurspin kan er waargenomen worden.

## Transport
Manmanning ligt 170 kilometer ten noordoosten van de West-Australische hoofdstad Perth, 170 kilometer ten noordwesten van het langs de Great Eastern Highway gelegen Merredin en 38 kilometer ten noorden van Dowerin, de hoofdplaats van het lokale bestuursgebied waarvan het deel uitmaakt.
De spoorweg die langs Manmanning loopt maakt deel uit van het goederenspoorwegnetwerk van Arc Infrastructure.